# タヒチフェスタ
タヒチフェスタ  (英語：Tahiti Festa)は、株式会社タヒチプロモーションが主催するイベント。2011年から2021年まで、お台場ヴィーナスフォートで9月のシルバーウイークに開催していた。タヒチアンダンスステージ・LIVE・関連ブース・キッチンカー・ワークショップなどを開催。2022年からは武蔵小杉エリアで「Tahiti Festa 2022 Musashikosugi」の開催が決定している。

## 開催日程・来場者数
- 2016年9⽉17⽇（⼟）〜　9⽉19⽇（月・祝）約247,800名
- 2017年9⽉16⽇（⼟）〜　9⽉18⽇（⽉・祝）約231,200名
- 2018年9⽉15⽇（⼟）〜　9⽉17⽇（⽉・祝）約276,600名
- 2019年9⽉14⽇（⼟）〜　9⽉16⽇（⽉・祝）約239,900名

※ヴィーナスフォート及びMEGA WEBの3⽇間の来館者数の合計。
2020年はオンライン開催。

## コンテンツ(エリア)
2019年までのお台場開催では3つのステージを設けていた。
- AirTahitiNuiステージ(屋外パレットプラザ)
- Tiareステージ(MEGA WEB)
- Monoi de Tahiti ステージ(ヴィーナスフォート館内2F教会広場)

※2019年開催の情報